# 偽札
偽札（にせさつ）とは、偽造された紙幣のことを指し、一般に使用を目的として通貨を複製・偽造し、肉眼・機械その他の方法での判別を困難にしたものをいう。贋札（がんさつ）とも呼ばれている。

## 概説
偽札が横行することは、取引手段としての通貨に対する信用を毀損するため、法律によって厳罰に処するのは当然のこと、様々な偽造防止のための技術を用いることによって、偽造自体を困難にもしている。

### 法律による処罰
偽札を「行使の目的」で作ることや、偽札と知って行使（使用）することは、法律によって罰せられる。日本では刑法において、通貨偽造の罪（148条以下）があり、日本国内の通貨を偽造・使用した場合だけでなく、日本国外の通貨を偽造・使用した場合も処罰の対象となる。
実際に使用する目的がない場合でも、例えばコレクションを目的として、無許可で偽札を作ることも処罰の対象となる。通貨及証券模造取締法では、通貨と紛らわしい外観を有する物を製造、販売することが禁じられている。なお、玩具・グッズとしての子供銀行券や1億円札なども「紛らわしい外観」なら違法だが、紛らわしさの挙証責任が難しいこともあり、多くが黙認されている。
また、すき入紙製造取締法では、偽札製造を防止するため、偽造防止手段の一つである「すかし（『透かし』、正しくは『漉かし』）」に似た文様の「すき入れ紙」を、日本国政府の許可なしに製造することも禁じられている。

### 偽造防止の技術
造幣に際して高度な技術を盛り込んで、偽札の製作を困難にしたり、真偽を容易に判別できるようにする。日本銀行券には、紙に黒透かしを入れたものを使用し、インクに磁気インク、紫外線発光インク、パールインク、印刷技術としてホログラム、マイクロ文字、潜像模様、深凹版印刷などが採用されており、新技術が開発される度に次々と導入されている。アメリカではシリーズ2004と呼ばれる新しい紙幣が登場し、日本の紙幣と同様な偽造防止策が施された他、安全線といわれる金属のストリップが漉き込まれている。
また、多くの国の紙幣や玩具の紙幣の模様には、複写禁止印刷物であることを示すユーリオンという模様が採り入れられており、複写機やスキャナを使用すると動作を停止して、警報を鳴らす仕組みとなっている。

### 真贋識別の技術
偽造を見破る「紙幣識別機」や偽札探知ペン（カウンターディテクト・ペン）もある。

### 現状
紙幣の技術と偽札作りの技術はいたちごっこの状況、即ち防止措置を取る傍からそれを通過してのける偽造紙幣が現れる状況であり、紙幣の偽造は後を絶たない。プリンター、イメージスキャナや、これらを統合した複合機などをはじめとするデジタル技術を使ったカラーの複写技術が進んできたことにより偽札事件が増加している。
偽札には2種類あり、人間を欺く偽札と、機械を欺く偽札とで別けられる。素材の違いからくる手触りの違いなどから人間はごまかせないが、自動販売機や両替機などに組み込まれた紙幣識別機の構造を利用して、欺こうとするものである。識別機の構造を利用した偽札の場合、人間の目には到底紙幣に見えない、模様のようなものが並んでいるだけの物や、磁気インクを模して、紙幣大の白い紙に磁気テープを貼ったものも存在する。

## 偽造防止技術
- 凹版印刷 - インクの盛り上がりにより、ザラザラした触感があり、家庭用のコピー機等での再現は難しい。視覚障害者の紙幣識別に応用される。
- 紫外線発光インク - ブラックライトを照らすと色が変わったり、通常では見えない印字部分が出る。
- 毛紙 ‐ 染料のついた短い綿繊維をすきこんだ用紙。かつては色のついた繊維が用いられていたが、後に紫外線発光インクで染めた繊維が用いられることが一般的となった。
- 磁気インク
- 透かし
- セキュリティ・スレッド（英語版） ‐ 用紙にすきこまれている、文字等の印刷されているリボン。透かすと見ることができる。日本では商品券に使用されている。
- 潜像
- パールインク ‐ 見る角度により色の変わるインク
- ポリマー紙幣 ‐ 感触や風合いが紙とは異なり、透明な部分を設けることもできる。耐水性。紙に用いられる方式の透かしは不可能だが、近年では同様の効果をもつ特殊な印刷が行われることもある。毛紙やセキュリティ・スレッドは利用できない。
- ホログラム
- マイクロ文字
- ユーリオン ‐ スキャナや画像処理ソフトウェアに、紙幣画像であると認識させるための点模様

この他、20世紀頃の複写機印刷方式では再現しにくい配色が当時用いられ、21世紀でも意匠が一部継承されているが、複写技術の向上により、あまり有効ではなくなっている。
なお、インドでは2016年に高額インド・ルピー紙幣2種（1,000ルピー紙幣、500ルピー紙幣）の流通を突然停止。金融機関で他の紙幣への交換を実施させることにより、偽札の流通を抑止させたことがある。

## 歴史
偽札の歴史は紙幣が誕生した直後から存在していた。

### 中国
元王朝が1260年から発行した紙幣の交鈔は、当初から通貨として発行された初の紙幣に当たる。政府は交鈔の流通を安定させるために偽造した者を死罪とした。また、交鈔の受け取りを拒否する者も死罪とされた。

### イギリス
イギリスでは、通貨の発行は国王の権限(国王大権)であり、かつては偽札作成することやそれを使用することは大逆罪であり死刑が科された。
対フランス戦争での戦費調達のため、少額の1ポンド紙幣が発行されると、これの偽造通貨が大量に出回り偽造通貨使用による死刑執行は300人を超え、これに抗議した画家のジョージ・クルックシャンクは死のイギリス銀行券と題した物を発行した。
これはイギリス国内で大きな議論を呼び、紙幣への偽造防止技術の導入や刑罰の軽減へと繋がった。1832年に通貨偽造の罪が新設され大逆罪から偽造通貨使用が削除され、これにより偽造通貨使用による死刑は廃止された。

### ポルトガル
最大規模の偽札として、ポルトガル第一共和政時代の1925年に1億エスクード分を偽造したアルヴェス・レイスの事件がある。レイスはポルトガル銀行の書類を偽造し、国立銀行指定の印刷所で500エスクード札を20万枚印刷させた。正規の原版を使っていたため、偽造が発覚するまでに時間がかかった。

## 偽札事件

### 日本の紙幣
大規模な偽札事件は偽造通貨取扱規則（昭和三十年六月六日国家公安委員会規則第四号）により、対象となった札の種類によりコードナンバー（符号）が付けられる。拾円札は伊-、百円札は呂-、五百円札は葉-、千円札はチ-、五千円札は利-、一万円札では和-となる。これらのコードナンバー（符号）はいろは順から発音が紛らわしくない字を選び、適当な漢字を当てはめたものである（ニからトまでと、ヌ以降は必要がないので欠番。また一円紙幣が偽造された例はない）。二千円札については現在のところ大規模な偽造が発覚していないため、コードナンバーが公表されていない。
チ-5号事件、チ-26号事件、チ-37号事件、利-18号事件、和D-14号事件、和D-52号事件、和D-53号事件が有名な偽札事件として知られている。日本銀行券が誕生する以前に紙幣を偽造した事件として、1870年の太政官札贋造事件や1878年の藤田組贋札事件がある。

#### 近年の事例
- 1967年9月2日、浅草警察署はC券の偽札を作成、使用した男を逮捕。男は写真印刷の技師で、技術を試したかったという動機があった[16]。
- 1993年に、関西地方の金融機関の両替機やJRの自動券売機で、偽一万円紙幣が大量に発見される和D-53号事件が起きた。これらは紙幣識別機を騙す偽札である。
- 2004年12月から2005年1月にかけて、初詣客で賑わう全国の神社・寺院などで、偽一万円札（いずれもD券）が発見された[17][18][19][20][21][22]。
- 2005年1月6日までに、奈良県警察本部は偽札を使用した奈良県内在住の45歳の男性容疑者を、偽造通貨行使の疑いで逮捕するとともに、容疑者自宅にあった一万円紙幣と同サイズの用紙や裁断機、パソコンとそれ対応の複合機などを押収した[23]。この容疑者のパソコンに記番号「ZY853618T」のデータがあった[23]。この記番号の偽札は、近畿二府四県からと愛知県、三重県などからも見つかっている。
- 警察庁のまとめで、2004年暮れから2005年にかけて発見された偽一万円札の記番号は10種類以上あり、そのうち8種類が都道府県をまたいで使われていることが分かっている[4]。
- 2004年暮れから2005年にかけて、偽一万円紙幣の主な記番号は「ZY853618T」のほか「VJ838046M」「ZY853618T」「QY436254F」「VF083976N」「SW042400G」「KZ669327B」「UF083976N」などが知られている[24][25][26][27]。
- 2005年3月9日、大阪府堺市のファーストフード店のドライブスルーで、偽五千円紙幣（E券）を商品代金として使用した疑いで、和泉市在住の43歳の男性と34歳の女性の会社員が逮捕された[28]。偽五千円紙幣（E券）の偽造による摘発はこの事例が初めてのこと[28]。2容疑者の自宅からは両面コピー4枚と片面コピー11枚の15枚の偽五千円札（E券）、並びにカラーコピー機を押収した[28]。
- 2011年8月12日のコミックマーケット80初日、五千円札のニセ札の被害にあったサークルがあり、Twitterで現物の写真(HX989292N)とともに情報発信し話題となり、ネットニュースや新聞報道に繋がった[29][30][31]。
- 2024年7月3日に新しい紙幣が発行されるようになり、2025年2月10日にコンビニで20代後半の男性が新紙幣の偽札を使い、同年3月に新紙幣の偽札による全国初の検挙として報道があった。すかしがなく、赤みがかっており、ホログラムも光らず、コンビニ店員が通報して発覚。家庭用プリンターで偽造したとされる[32][33]。

### 米ドル紙幣
基軸通貨として、世界で流通するアメリカ合衆国ドルは、偽札作りの標的にされている。
日本にもしばしば持ち込まれ、日本円に換金される事件が発生した。当初は偽10ドル紙幣や偽20ドル紙幣が、1968年からは同一番号の偽100ドル紙幣が使われ始め、1971年までに20枚ほど見つかっている。1972年には東南アジア系の男が東京都の百貨店で20枚の偽100ドル紙幣が使用された。
1980年代末から1990年代後半にかけて頻繁に使われた「スーパーK」など、現行発行の最高紙幣である偽100ドル紙幣が発見されている。またやはり偽100ドル札「スーパーX」は、紙やインクに真券と同一のものが使われ、国によっては真券としてまかり通るほど精巧に作られており、確実な証拠がないことから真偽は不明ながら、この製造には北朝鮮政府が関与しているとする仮説がある。その説によれば、目的として
- 精巧に作られた偽100ドル紙幣を大量に製造・流通させることで、米ドルの通貨としての信用を毀損する
- 米ドルの通貨価値を暴落させる
- 偽札本来の目的、即ち真券として行使し、物資やサービスの購入に充てる

などの狙いがあるものと推測されている。「スーパーZ」という精巧な偽ドル札も登場しており、これも北朝鮮ルートではないかといわれている。さらにはもっと精巧な「スーパーノート」なる偽札が2005年末現在多数流通しているという。
北朝鮮による日本人拉致問題との関連においては、特定失踪者問題調査会が調査した、拉致されたもしくは拉致された疑いが濃い、拉致された可能性がある失踪者が集中している職種に「印刷工」「機械技術者」などがおり、偽札偽造を目的とした技術者の拉致が行われた可能性が指摘されているが、松村テクノロジー社長の松村喜秀は「偽札つくりは高度な忠誠心が必要であり、一人でも裏切り者が出たら（偽札製造は）台無しになる。洗脳でもされていない限り、外国人に偽札づくりを担当させないから、それは有り得ない」と断言している。
1996年、よど号グループの田中義三を含む6名がタイ・パタヤで北朝鮮製偽ドルを使用したとして現地で逮捕起訴され、1999年6月にこのうち2名に対して有罪判決が下された（田中義三は無罪）。
2006年10月25日にアメリカ財務省が発表した報告書は、スーパーノートと言われる偽ドルは「北朝鮮政府の完全な同意と管理の下で」製造され流通された、と判定している。しかし康宗憲・韓国問題研究所代表は以上の「北朝鮮政府の関与」指摘に“アメリカからは主張のみで証拠が一切提示されていない”と異論を唱えている。また2007年1月6日にはフランクフルター・アルゲマイネ・ツァイトゥングが、北朝鮮の現在の技術では絶対に不可能な事を理由に挙げ（自国の紙幣の製造『北朝鮮ウォン』まで外国に発注している有り様だという）、“スーパーノート製造にCIAが関与か”と、また2008年1月にはアメリカの「マクラッチー」紙が“スーパーノートは真券の疑い”と報じた。
2017年10月、東京都の両替商で、偽札の米100ドル紙幣数十枚が見つかった。極めて精巧に偽造されているため、プロフェッショナルの犯行と見られている。

### 中国元紙幣
2020年、中国公安部指揮の下、黒竜江省と広東省の警察が偽札製造現場を同時に捜索、製造拠点と倉庫を差し押さえるとともに16人を逮捕した。押収した2005年版100元偽紙幣の総額は、4億2200万人民元（約64億円）に達し、中国国内の摘発記録を塗り替えた。

## 国家機関による偽札製造
偽札製造は、何らかの経済的利得のために個人もしくは犯罪組織が主体で行うものであるが、戦争などの状況下では、対立する国家に経済的打撃を与えるため、国家機関が他国の偽札を製造し、資金洗浄するケースがある。自ら紙幣の製造技術を持つ国家機関による偽札は、精巧さという点では、通常の偽造犯罪によるものとは比較にならない程の高精度な偽札である。
国家機関が関与した偽札として知られているのは、
- アメリカ独立戦争時に、独立側の大陸会議が、戦費調達のため紙幣（Continental currency）を発行すると、イギリス政府がこの紙幣を偽造して、信用が下落し通用しなくなった。「not worth a Continental（少しも価値のないこと）」という慣用句の語源になった説がある[39]。
- 第二次世界大戦中にナチス・ドイツが、イギリスのポンド紙幣を偽造した「ベルンハルト作戦」
- 日中戦争の時に大日本帝国陸軍の「第九技術研究所」（通称：登戸研究所）が中心になって、中華民国国民政府の法幣を偽造した「杉工作」
  - 「杉工作」の偽造に使用されたとみられる紙が、静岡県の巴川製紙所工場に現存していることが確認されたと、2015年1月に報じられた[40]。
- 北朝鮮政府の偽札製造については、上述若しくは「スーパーノート」を参照。

## 受け取った偽札の処置（日本）
受領した金銭の中に不審な紙幣があった場合には、日本銀行本支店に持ち込むと、真贋を無料で鑑定してくれるが、万が一贋札であっても真券との交換はせず、損失補償もない。警察署に持ち込むと、所有権を放棄する旨念書を記入したうえで、科警研に送致のうえ真贋鑑定を行う。真券であった場合は所有者の手許に戻し、贋札であった場合は念書をもとに所有権を警視庁および各道府県警の刑事課に移管し、証拠物品として保管する。
従前は、偽札を警察署に持ち込むと「偽造通貨発見届け出者に対する協力謝金制度」（1977年制定）に基づき、持ち込んだ偽札と同額の謝礼金が支払われていた（形式的にはあくまでも謝礼であり、交換や補償として支払われていたわけではない）。この制度が設けられる以前は、届け出た偽札は単に没収され、偽札をつかまされた人が一方的に損失を被っていた。そのため、受け取った紙幣が偽札であると気付いても、届け出て損失を被ることを嫌ってそのまま行使し、市中に流通し続け、悪循環になるという指摘があった（ババ抜きゲーム状態）ため、これを防止するために同制度が設けられていた。
なお、銀行ほか金融機関が偽札を受領した場合には、謝礼金支払いの対象とならなかった。また、捜査協力に対する謝礼であるので、既に解決した事件にかかる偽札については、謝礼金は支払われなかった。
2018年現在、同制度は予算化されておらず、運用されていない。
一方で、偽札であると知りつつ行使すると、収得後知情行使等の罪（刑法第152条）に問われるため、気付いたら警察に必ず届けなければならない。

## 芸術や風刺目的で作られた偽札
パロディなどで作られた贋金は、19世紀半ば以前の英語圏では flash note と呼ばれ、それ以降では skit note と呼ばれる。
イギリスの芸術家バンクシーは、2004年にエリザベス女王の肖像をダイアナ妃に置き換えるなどした明らかに偽札とわかる10ポンド紙幣『ダイフェイスド・テナー（Di-faced tenner）』を発表した。2019年にバンクシーの代理人から大英博物館へ寄贈され、大英博物館の贋金コレクションに加えられることとなった。
前衛美術家赤瀬川原平は、1970年に単色印刷した千円紙幣を前衛芸術として発表し、最高裁判所で千円札裁判を起こされ有罪となった。有罪となったが、赤瀬川原平が発表した『模型千円札』と『大日本零円札』は価値のある美術品として市場で扱われ、大英博物館や国立近代美術館などに収蔵されている。

### 映像作品で使われる偽札
アメリカの映像作品では、映画用小道具会社RJRプロップスなどが作っており、連邦規則に従い流通しないような工夫として、片面だけ印刷したり、サイズを著しく変えたり、「映画撮影用」と印刷して近くで偽札だとわかるよう製造している。しかし、規則を熟知していない製作者が稀に罰金や投獄されたりして、映像作品が世に出なくなる場合がある。また、役者が作品内の姿のまま外で映画用の紙幣を使ってしまうこともある。
2001年に公開された『ラッシュアワー2』では、爆破で焼失するはずだった偽札をエキストラがポケットにしまって流通させ、アメリカ合衆国シークレットサービスが処分を行った。

## 偽札を扱った作品
- 小説
  - 贋金つくり（1926年）：アンドレ・ジッド著
実際にあった貨幣偽造事件を題材にしている。『贋金つかい』の邦題も。